# Mount Nero
Mount Nero är ett berg i Antarktis. Det ligger i Östantarktis. Australien gör anspråk på området. Toppen på Mount Nero är 2 520 meter över havet, eller 340 meter över den omgivande terrängen. Bredden vid basen är 7,6 km.
Terrängen runt Mount Nero är kuperad österut, men västerut är den platt. Trakten är obefolkad. Det finns inga samhällen i närheten.